# Consortium pseudo-familiare
Het consortium pseudo-familiare was oorspronkelijk een vorm van vennootschap door obligatio consensu, een verplichting uit een overeenkomst, ontstaan uit het consortium familiare. Omdat dit laatste consortium uiteenviel bij de dood van een van de leden of na een actio familiae erciscundae, een proces ter verdeling van de familie-erfenis, werd er door een novatio inter extraneas personas, door een vernieuwing tussen andere personen een consortium pseudo-familiare tussen 'broeders' opgericht, maar vaak ging het om vrienden. De novatio inter extraneas personas was een vorm van legis actio, een gesproken proces(formule). Ieder bracht zijn hele vermogen in het consortium in en het consortium bleef bestaan tot de consensus door de dood of onenigheid van één of meer leden werd verbroken. In de klassieke oudheid is het consortium pseudo-familiare verdwenen en door de societas omnium bonorum vervangen.